# Наливкино (Демшинский сельсовет)
Нали́вкино — деревня в Добринском районе Липецкой области России. Входит в состав Демшинского сельсовета.

## География
Деревня расположена на реке Плавица.
Населенные пункты, расположенные в ближайшей удалённости от Наливкино:
- Большие Отрожки ~ 0,55 км
- Демшинка ~ 1,85 км
- Панино-Липецкое ~ 3,28 км.

Название патрономическое — от фамилии Наливкин.

## История
Деревню основали однодворцы в 1770-х годах, назвав поселение Нижней Плавицей (Нижней Верхоплавицей). Поселение отмечено на карте Генерального межевания Усманского уезда.
В 1862 году — казённая деревня с 14 дворами и 237 жителями.
В 1911 году входила в приход смежного села Демшинские выселки, и в ней насчитывалось 53 двора с 637 жителями.
В деревне была одноклассная земская школа.

## Население
| 2010 |
| ---- |
| 107  |